# Kościół Katoghike
Kościół Katoghike (orm. Սուրբ Աստվածածին Կաթողիկե եկեղեցի, Surp Astwacacin Katoghike jekegheci) – najstarszy kościół w Erywaniu – stolicy Armenii. Znajduje się w centrum miasta, u zbiegu ulic Abowiana i Sajat-Nowy. Jego nazwa (z języka greckiego katholiké) znaczy „ogólny”, „powszechny” i jest używana na określenie głównej świątyni danej miejscowości.

## Historia
Niegdyś w tym miejscu znajdował się stary kościół katedralny, który uległ zniszczeniu podczas wielkiego trzęsienia ziemi w 1679 roku. W latach 1693-1695 odbudowano i przebudowano go, uzyskując kształt trójnawowej bazyliki bez kopuły i przy zewnętrznych wymiarach 16,8 x 28,4 m był jednym z większych kościołów ówczesnego Erywania. W ścianach wbudowane zostały chaczkary z lat 1679, 1693, 1694 i 1695. Kościół miał dwa wejścia; od strony południowej i zachodniej.
W 1936 w ramach odmładzania miasta, władze radzieckie zdecydowały o rozbiórce kościoła, aby zrobić miejsce dla bloków mieszkalnych. Archeolodzy, którzy nadzorowali rozbiórkę i archiwizowali inskrypcje oraz detale architektoniczne na zburzonych murach, zupełnie przypadkowo dokonali odkrycia. Gdy runęła część murów okazało się, że apsyda główna w świątyni była tak naprawdę małym kościołem pw. Matki Bożej. Na ścianie zachodniej znaleziono inskrypcje z 1229 i 1284, a na północnej – chaczkary i napisy z początku XVII wieku. Choć przypuszczano, że w tym miejscu mógł istnieć kościół, jednakże nie miano pojęcia, że taki mały kościół mógł przetrwać trzęsienie ziemi z 1679 i zostać „wchłoniętym” przez nową świątynię. Jako że odkryto najstarszy zachowany kościół w mieście, protesty mieszkańców i środowiska naukowego uchroniły go od zniszczenia, jakie planowały uczynić komunistyczne władze. Nazwano go wówczas „kościołem, którego Stalin nie mógł zburzyć”. Za to obudowano go ściśle z trzech stron blokami mieszkalnymi, w związku z czym przez długi czas był niemal niewidoczny z ulicy i trudny do znalezienia – dopiero w 2007 bloki wyburzono aby odsłonić zabytkowy kościół. Po uzyskaniu niepodległości, kościołowi przywrócono funkcje religijne. W małym wnętrzu (5,4 x 7,5 m) można obejrzeć kilka rzeźbionych krzyży. Ze względu na swoje niewielkie rozmiary i ograniczoną przestrzeń, świątynia służy jako kaplica.

## Nowy kompleks świątynny

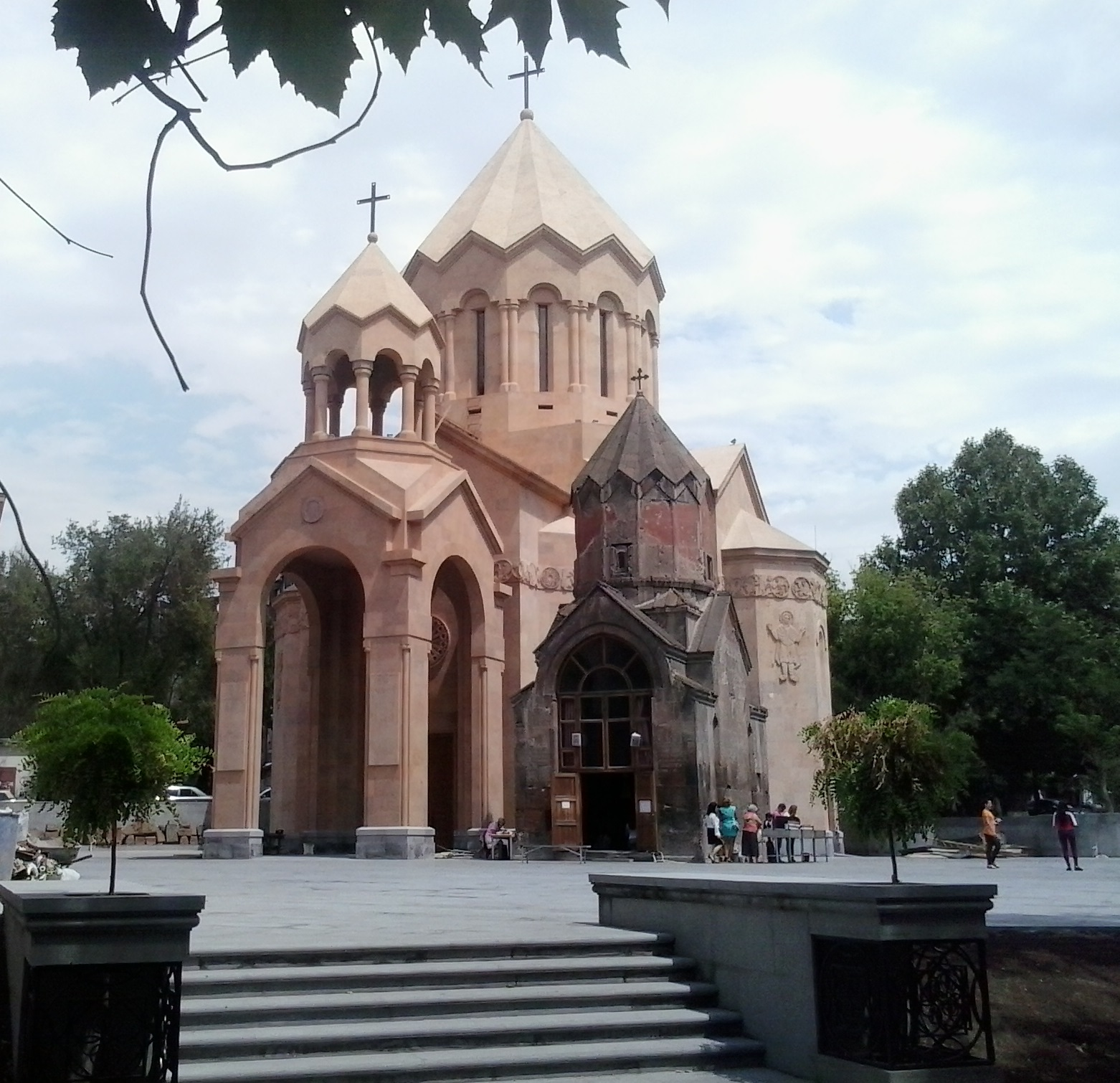
Stary i nowy kościół obok siebie w sierpniu 2014

Obecnie buduje się przylegający od północy do starego kościoła nowy kompleks świątynny, na który składa się kościół św. Anny oraz nowa siedziba Katolikosa Wszystkich Ormian. 4 lipca 2009 Katolikos Wszystkich Ormian Karekin II dokonał poświęcenia budowy. W uroczystości brali także udział m.in. prezydent Armenii Serż Sarkisjan, przewodniczący Sądu Konstytucyjnego Gagik Harutiunian i burmistrz Erywania Gagik Beglarian. Budowa kościoła i rezydencji katolikosa jest finansowana przez Amerykanina ormiańskiego pochodzenia Hiraira Hovnaniana i jego żonę Annę Hovnanian. Kościół św. Anny zostanie nazwany jej imieniem.